# Unciti
Unciti település Spanyolországban, Navarra autonóm közösségben. Unciti Izagaondoa, Aranguren, Valle de Elorz / Elortzibar, Monreal-Elo és Ibargoiti községekkel határos. Lakosainak száma 233 fő (2024).

## Népesség
A település népessége az elmúlt években az alábbi módon változott:
| Lakosok száma | 222  | 226  | 218  | 218  | 230  | 229  | 220  | 211  | 227  | 233  |
|               | 2001 | 2004 | 2006 | 2009 | 2011 | 2014 | 2016 | 2019 | 2021 | 2024 |